# Mahaveer Raghunathan
Mahaveer Raghunathan (Chenai, 17 de novembro de 1998) é um automobilista indiano.

## Carreira

### Cartismo
Raghunathan iniciou sua carreira no cartismo em 2011, onde permaneceu ativo até 2013.

### JK Racing Asia Series
Ele estreou nas corridas de Fórmula em 2012, em quatro corridas da JK Racing Asia Series para a equipe Meco Racing.

### MRF Challenge Fórmula 1600
Em 2013, Raghunathan competiu no MRF Challenge Fórmula 1600, terminando em sexto.

### Fórmula Masters da China
Em 2013, ele também participou do fim de semana de corrida final da Fórmula Masters da China disputado no Circuito Internacional de Xangai para a equipe KCMG da Cebu Pacific Air, terminando as corridas nos dias 14, 15 e 12, respectivamente.

### Campeonato Italiano de Fórmula 4
Em 2014, ele mudou-se para o novo Campeonato Italiano de Fórmula 4, estreando no segundo final de semana de corrida para a equipe F & M. Com quatro sextos lugares em Monza e Imola como melhores resultados, ele terminou em décimo segundo no campeonato com 45 pontos.

### MRF Challenge Fórmula 2000
No início de 2015, Raghunathan participou do fim de semana de corrida da série MRF Challenge Fórmula 2000 no Madras Motor Race Track.

### Campeonato Europeu de Fórmula 3 da FIA
Raghunathan retornou à Europa para participar do Campeonato Europeu de Fórmula 3 da FIA de 2015 pela equipe Motopark. Com o vigésimo lugar em Norisring como seu melhor resultado, ele terminou em 39º na classificação com zero pontos.

### GP3 Series
Raghunathan participou do teste oficial de pós-temporada da GP3 Series com as equipes Campos Racing e Trident, em preparação para a temporada de 2016 da GP3 Series que ele disputou pela equipe Koiranen GP.

### Auto GP
Em 2016, ele testou com a equipe Coloni Motorsport na Auto GP. Porém, Raghunathan disputo o campeonato da Auto GP de 2016 com a equipe italiana PS Racing, garantindo nove pódios.

### BOSS GP
Em 2016, Raghunathan também competiu na série BOSS GP na classe Fórmula e conquistou dois pódios.
Em 2017, ele continuou a competir no Campeonato BOSS GP-Classe Fórmula com a equipe italiana Coloni Racing. Ele conquistou 13 pódios em 14 corridas, conquistou três vitórias e terminou a temporada como campeão. Ele foi o primeiro indiano a vencer o Campeonato BOSS GP.

### Campeonato de Fórmula 2 da FIA
Raghunathan disputou a temporada de 2019 do Campeonato de Fórmula 2 da FIA pela equipe MP Motorsport. O piloto tem sofrido uma série de penalidades e maus resultados. Ele foi suspenso para a rodada da Áustria (substituído por Patricio O'Ward) com base no acúmulo de pontos de penalidade, incluindo a captura de 9 pontos por infrações nos três procedimentos do carro de segurança virtual na corrida de recursos na França e o levou aos 12 exigidos para uma proibição, tendo sido anteriormente repreendido por passar a bandeira quadriculada duas vezes na rodada de abertura no Barém e colidir com Jack Aitken em Mônaco.